# ورای کلمات
ورای کلمات (انگلیسی: Beyond Words) یک فیلم به کارگردانی اورشولا آنتونیاک است که در سال ۲۰۱۷ منتشر شد.